# Droceloncia
Droceloncia é um género botânico pertencente à família Euphorbiaceae.

## Espécie
Droceloncia rigidifolia (Baill.) J.Leonard

## Nome e referências
Droceloncia J.Léonard